# Филлол, Филипп
Филипп Роуланд Филлол (англ. Philip Rowland Filleul; 15 июля 1885, Бат, Сомерсет — 29 июля 1974, Тонбридж, Кент) — британский гребец, серебряный призёр летних Олимпийских игр 1908 года.
На Играх 1908 года в Лондоне Филлол входил во второй экипаж четвёрок Великобритании. Его команда обыграла в полуфинале Нидерланды, но проиграла в финале другому британскому экипажу и в итоге заняла второе место, получив серебряные медали.